# Glottertal

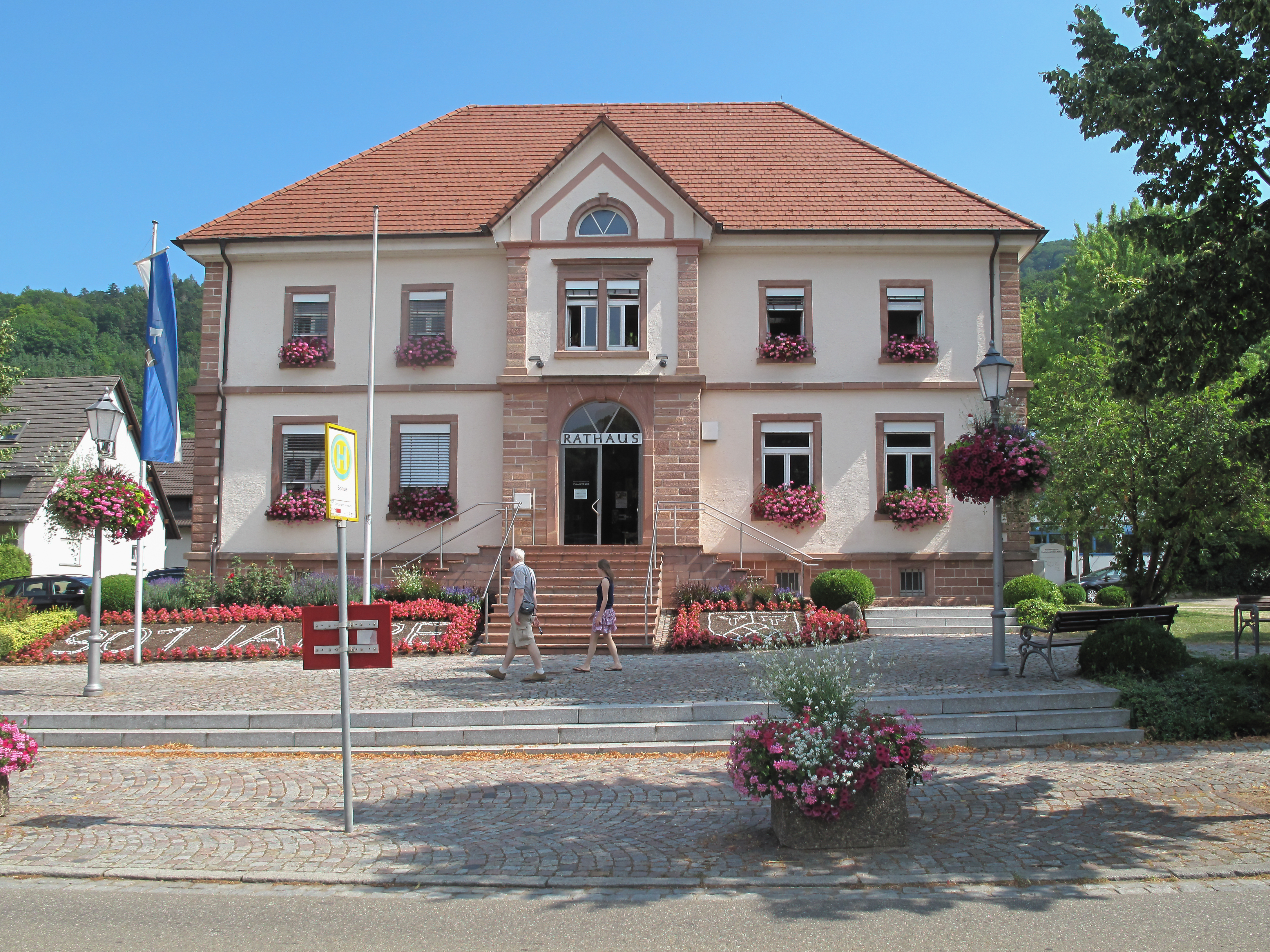
Rathaus der Gemeinde Glottertal

Glottertal ist eine Gemeinde im Landkreis Breisgau-Hochschwarzwald im Südwesten Baden-Württembergs nahe Freiburg im Breisgau.

## Geographie

### Geographische Lage
Die Gemeinde liegt im Mittleren Schwarzwald am Übergang zum Südschwarzwald südlich des Elztals an der Glotter. Zur einen Seite hin wird das Glottertal von den Ausläufern des Kandelmassivs begrenzt und auf der anderen Seite durch den Roßkopf und seine angrenzenden Berge. Das Glottertal erstreckt sich von 280 m ü. NN am Ortseingang Unterglottertal bis zum Kandelgipfel (1241 m ü. NN) hinauf. Die Nachbargemeinden sind im Westen Heuweiler und Denzlingen sowie im Osten St. Peter. Auf dem Kandelgipfel grenzt Glottertal außerdem an Simonswald und Waldkirch, südlich und westlich des Roßkopfs an Freiburg im Breisgau, Gundelfingen und Stegen.

### Gemeindegliederung

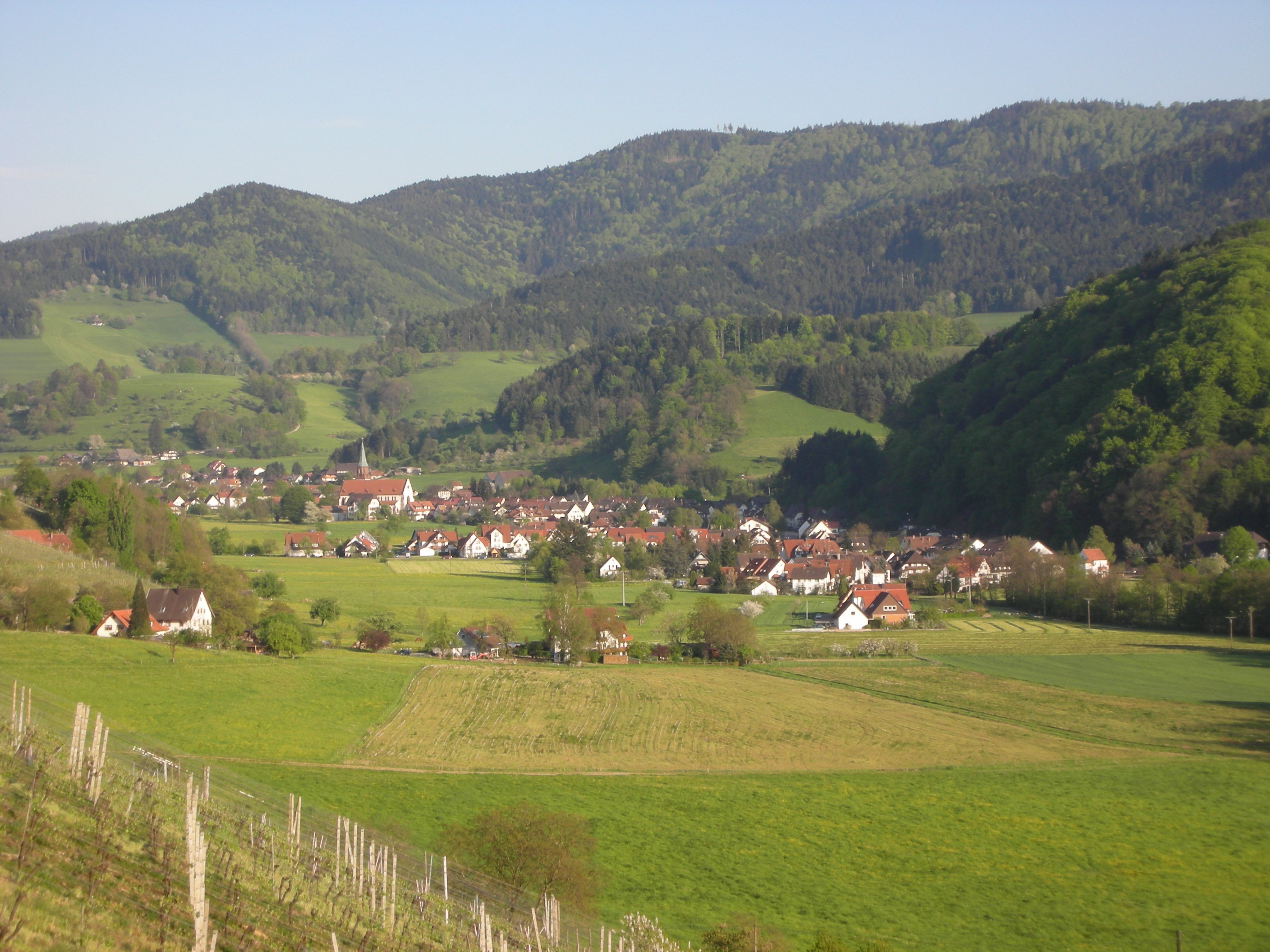
Blick auf Glottertal vom Einbollen

Zur Gemeinde Glottertal gehören 67 Dörfer, Weiler, Zinken, Höfe und Häuser.
Zur ehemaligen Gemeinde Föhrental gehören die Zinken Allmend, Enge, Oberföhrental, Unterföhrental und Wiggisrain (z. T. auch zu den Gemeindeteilen Unterglottertal und Ohrensbach). Zum Föhrental gehören auch die Höfe: Oberstreckerhof, Fahrländerhof, Schäflejockenhof, Zimberhof, Streckerseppenhof, Renzenhof, Schäflehof, Herbsthansenhof, Würzburgerhof, Kreuzbauernhof, Kapellenhof, Behahof, Lickerthof, Antonihof, Drayerhof, Junghansenhof, Tritschlerhof, Scharbächlehof, Kreuz(wirts)hof (Hof mit Gastwirtschaft), Ludwigenhof und der noch immer strohgedeckte Flammhof.
Zur ehemaligen Gemeinde Oberglottertal gehören die Höfe Altenvogtshof, Amtshof, Bernenhansenhof, Birkle(seppen)hof, Dilgerhof, Dischhansenhof, Glotterbad, Glotterrainhof, Ober-Gschwanderhof, Gullerhof, Gummenhof, Hartererhof, Hilzingerhof, Hofbauernhof, Kappbläsihof, Kapphansenhof, Klausenhof, Lautackerhof, Lenzenhof, Linderhof, Neumaierhof, Pfisterhof, Schererhof, Sonne, Stecklehof, Talstraße, Vogtshansenhof und Wälderhansenhof.
Zur ehemaligen Gemeinde Ohrensbach gehören die Zinken Bei der Kirch, Dörfle und Wiggisrain (z. T. auch zu den Gemeindeteilen Föhrental und Unterglottertal) und die Höfe Heldhansenhof, Kappenhof, Kappmathishof, Leimenhof, Mattenbauernhof, Molzenhof, Rotenbauernhof, Scharbachhof, Stampfhof, Überhof, Wahlenhof und Wuspenhof und der Wohnplatz Nonnenmacher.
Zur ehemaligen Gemeinde Unterglottertal gehören das Dorf bei und ob der Kirche, die Weiler Unter der Kirch, Unter der Wiggisbruck und Vorm Dörfle, die Zinken Wiggishag, Wiggisrain (z. T. auch zu den Gemeindeteilen Föhrental und Ohrensbach) und Winterbach, die Höfe Lindingerhof, Rinzberghof, Schloßdobelhof (Dobelbauernhof) und Wisserhof und die Wohnplätze Düschenhof, Eichbergmatten (Schiffsplatz), Unter-Gschwanderhof, Gschwandermühle, Hönningerhof (neues Hönningergütle), Mattenmühle, Schloßhof und Urbershäusle.
Wappen

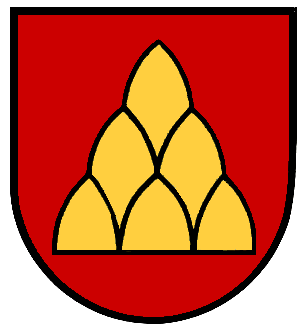
Unterglottertal
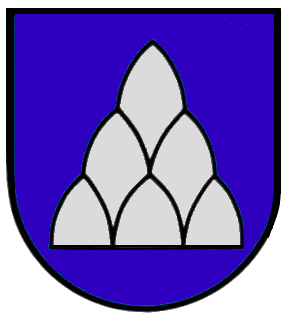
Oberglottertal
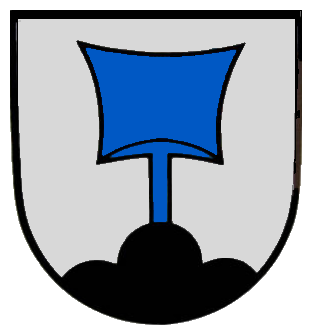
Ohrensbach
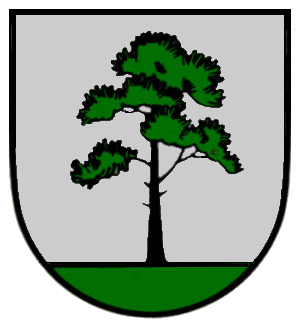
Föhrental

## Geschichte

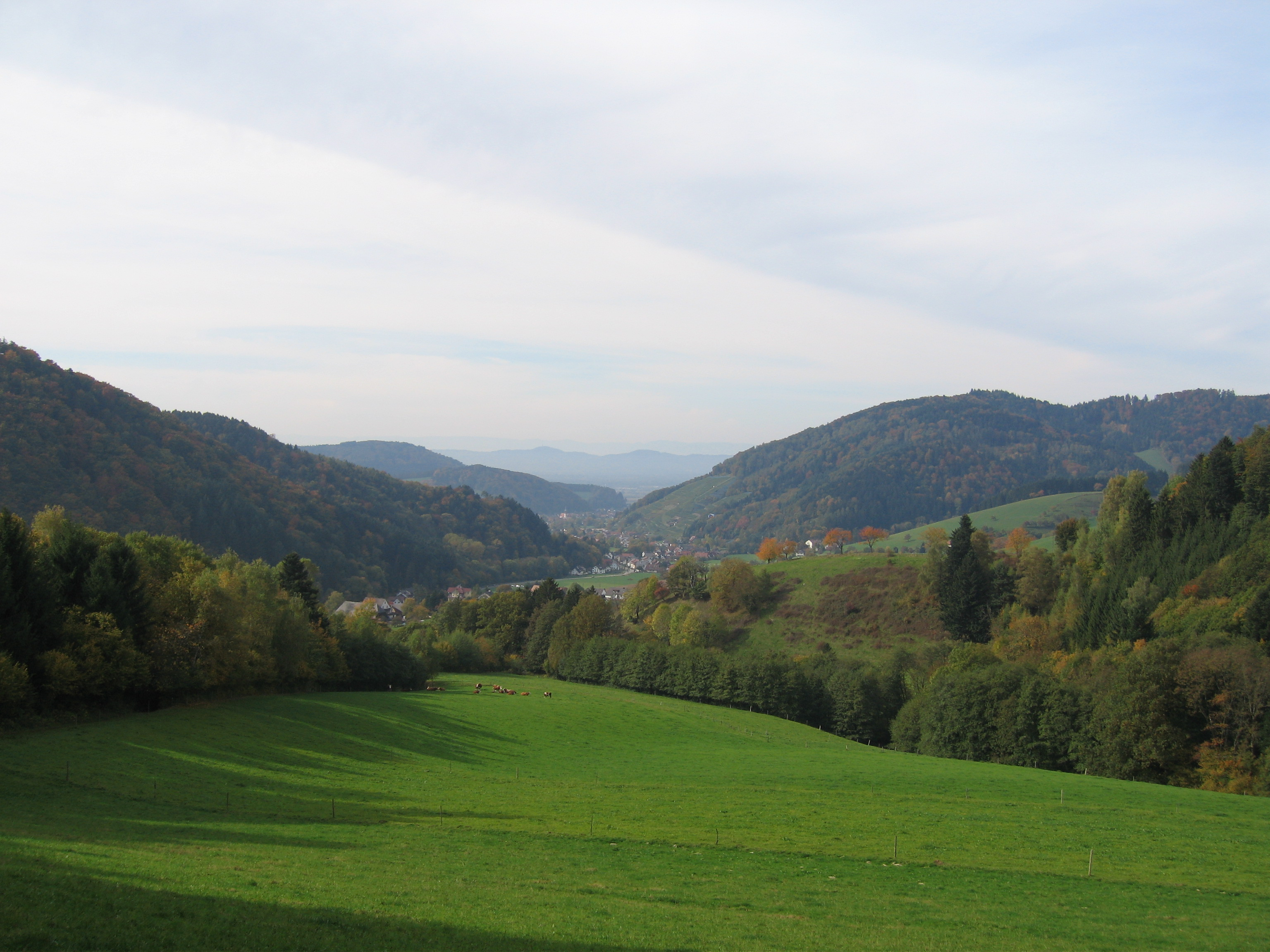
Blick vom Oberglottertal auf das Glottertal

Im Jahr 1112 wurde die Ortschaft Glottertal erstmals in einer Güterbeschreibung des Klosters St. Peter (Rotulus Sanpetrinus) erwähnt. Die Vogtrechte wurden durch die Grafen von Freiburg ausgeübt, auf sie folgten die Schwarzenberger. Von 1567 bis 1805 stand Glottertal als Teil der Kameralherrschaft Kastelberg-Schwarzenberg unter vorderösterreichischer Herrschaft. Mit der Neuordnung der politischen Geografie Deutschlands nach den napoleonischen Kriegen wurde der Ort dem Großherzogtum Baden zugeschlagen. Er gehörte anschließend zunächst zum Bezirksamt Waldkirch, dann ab 1936 zum Bezirksamt Freiburg.
Die Gemeinde Glottertal wurde am 1. Januar 1970 durch die Vereinigung der Gemeinden Föhrental, Oberglottertal, Ohrensbach und Unterglottertal gebildet.

## Politik

### Gemeinderat
Bei den Kommunalwahlen am 9. Juni 2024 wurde der Gemeinderat Glottertal mit einer Wahlbeteiligung von 69,2 % aus einer Einheitsliste gewählt.

### Bürgermeister
Am 9. Februar 2014 wurde Karl Josef Herbstritt (CDU) mit 54,6 Prozent der Stimmen zum Bürgermeister gewählt und trat die Nachfolge von Eugen Jehle (CDU) an, der nach drei Amtszeiten erkrankungsbedingt sein Amt vorzeitig zur Verfügung stellte. Am 6. Februar 2022 wurde Herbstritt mit 87,1 Prozent der Stimmen für eine zweite Amtszeit wiedergewählt.

### Energie
Erneuerbare Energien: Die vom Glottertäler Gemeinderat gewünschte Bürgerbefragung zur Akzeptanz von Windkraft brachte am 10. Juli 2011 folgendes Ergebnis: 55 % für Windkraft, 45 % dagegen.
Bei der Gemeinderatswahl am 25. Mai 2014 entsprach die Stimmenverteilung fast genau diesem Mehrheitsverhältnis: CDU (gegen Windkraft im Glottertal) 43 % der Stimmen (−1 Gemeinderats-Sitz = 5/12) – Freie Wähler (für Windkraft auf dem Brombeerkopf) 57 % der Stimmen (+1 Gemeinderats-Sitz = 7/12).

## Wirtschaft und Infrastruktur

### Bildung
Glottertal verfügt mit der Schurhammerschule über eine Grundschule. Weiterführende Schulen werden hauptsächlich in Denzlingen und Gundelfingen besucht.

### Weinanbau

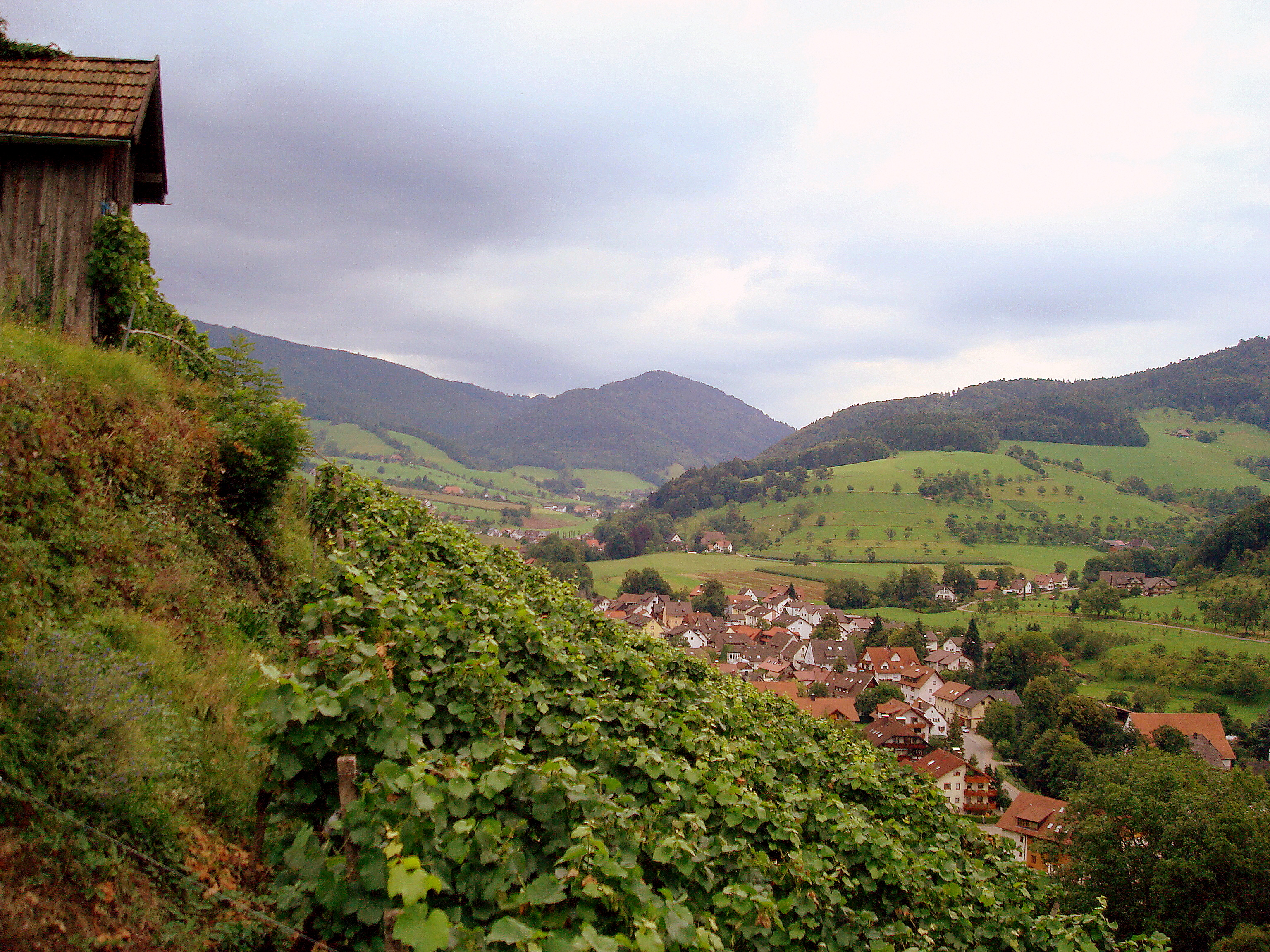
Weinberg im Glottertal

Der älteste heute bekannte schriftliche Nachweis für Weinbau im Glottertal stammt aus der Zeit um 1580 und erwähnt Reben im Zusammenhang mit dem ehemaligen Schloss Winterbach. Seinen Höhepunkt erlebte der Weinbau im Glottertal in der zweiten Hälfte des 19. Jahrhunderts. Damals standen nicht nur auf dem Eich- und Schlossberg Reben, sondern fast jeder Bauer hatte auf seinem Land Wein gepflanzt, teilweise bis in sehr hohe Lagen. So gab es am Wuspenhof sogar auf einer Höhe von 720 Meter über dem Meeresspiegel einen Weinberg, was deutschlandweit einmalig war. Gegen Ende des 19. Jahrhunderts wurde durch das Vordringen von zuvor unbekannten Rebkrankheiten und Schädlingen wie Peronospora, Oidium und Reblaus der weiteren Ausbreitung des Weinbaus im Glottertal ein jähes Ende bereitet. Ernteausfälle häuften sich, so dass die Rebfläche bald wieder zurückging.
Gegen Ende der 1950er Jahre pendelte sich die Anbaufläche auf den heutigen Stand von rund 58 ha ein. Auch die heute noch vorhandenen Weinberge zählen mit Lagen bis 500 m ü. NN zu den steilsten und höchstgelegenen Deutschlands. Die Hangneigung von bis zu 70 Grad ermöglicht zwar eine optimale Sonneneinstrahlung, erlaubt andererseits kaum einen maschinellen Einsatz bei der Arbeit. So müssen neunzig Prozent der Arbeiten in den Glottertaler Weinbergen bis heute von Hand erledigt werden.

#### Rebsorten

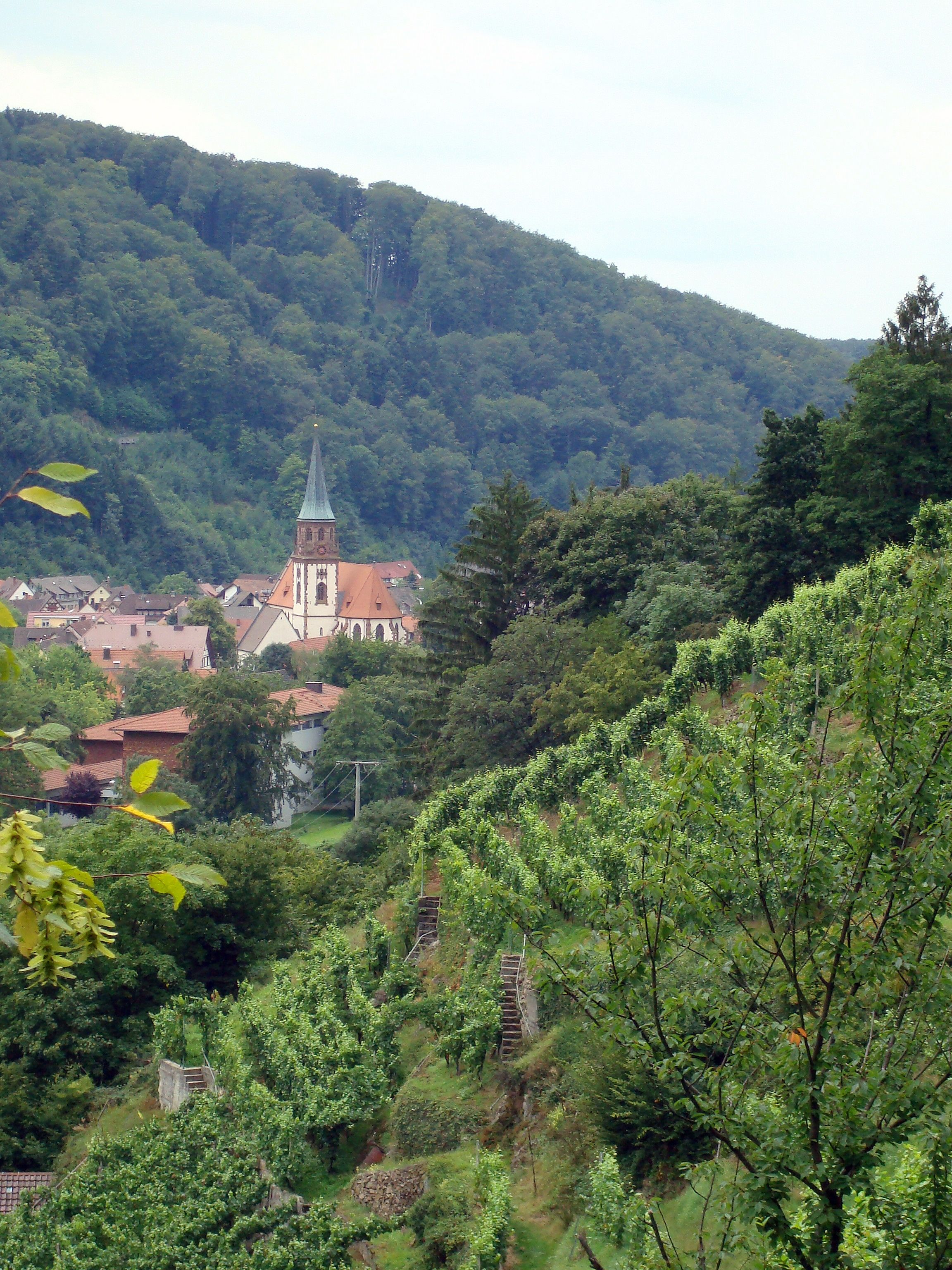
Die Lage Roter Bur am Eichberg, hinten die Kirche im Ort Glottertal

In früherer Zeit war es zum Schutz gegen krankheits- und schädlingsbedingte Totalausfälle im Glottertal üblich, mehrere Rebsorten auf einem Rebstück gemeinsam anzubauen und zusammen zu lesen und zu keltern. So waren Weißer Burgunder, Silvaner, Gutedel, Elbling und Spätburgunder nebeneinander vertreten. In den 1950er Jahren veränderte sich mit der Gründung einer Winzergenossenschaft 1951 und der darauffolgenden Erstellung eines Rebenaufbauplans 1958 die Sortenstruktur zusehends und man ging dazu über, die Rebgrundstücke nur noch sortenrein zu bepflanzen. Derzeit verteilen sich die Rebsorten wie folgt: 80 % Spätburgunder, 12 % Grauburgunder, 5 % Müller-Thurgau, 2 % Gewürztraminer und 1 % Riesling. In Kleinstmengen werden Muskateller und Weißer Burgunder angebaut, wobei die Fläche des Weißen Burgunders eine steigende Tendenz zeigt.

#### „Roter Bur“ und „Scheffelwein“

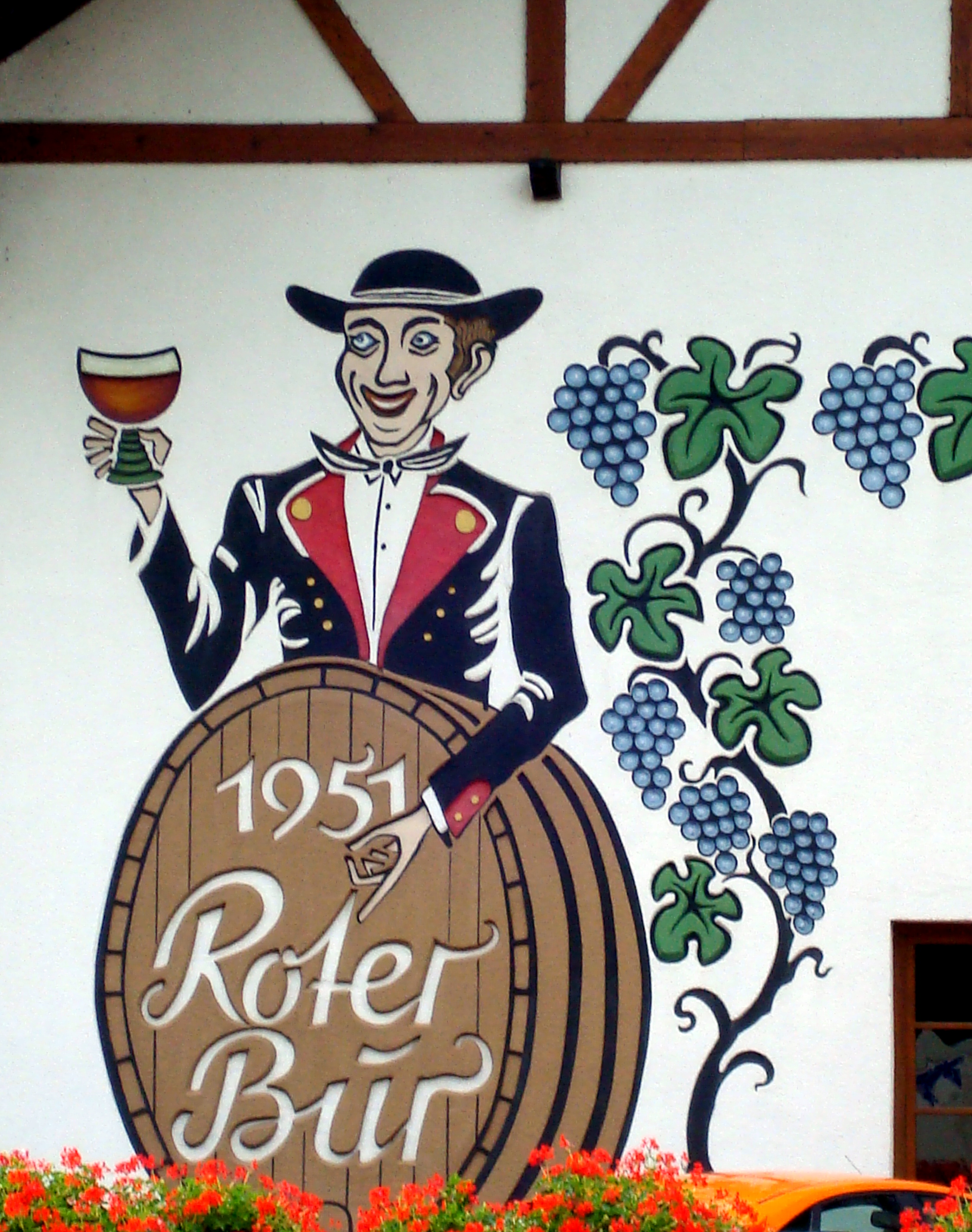
Markenzeichen des „Roten Burs“ am Gebäude der Winzergenossenschaft

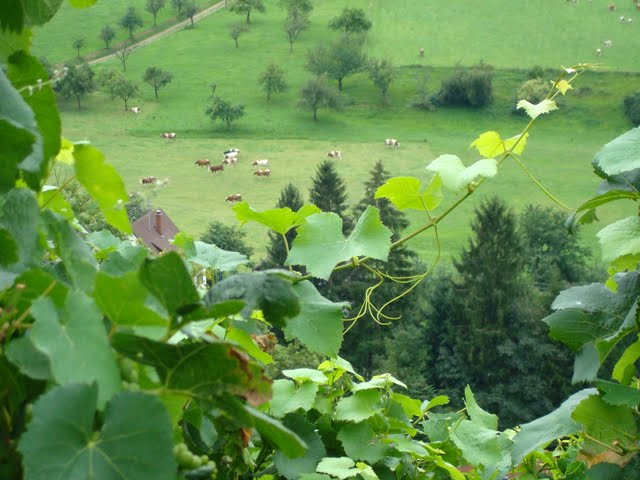
Wein- und Weidewirtschaft im Glottertal

Die Lage und die gesetzlich geschützte Bezeichnung „Roter Bur“ stehen für besonders qualitätsvolle Weine aus dem Glottertal. Um 1835 begannen die Ohrensbacher Bauern den Wald auf dem Eichberg zu roden und dort Wein anzubauen. Der Name „Roter Bur“ stammt vom Rotburenhof auf der anderen Talseite, dem die besten Parzellen in zentraler Lage des Eichbergs gehörten, die heute im Besitz der Winzergenossenschaft sind. Missverständlich sind die Lagebezeichnungen im Glottertal: Während sich die Lage „Roter Bur“ ausschließlich auf dem Eichberg befindet, bezeichnet die Lage „Eichberg“ alle übrigen Weinberge des Tales.
Dank der geringen Erträge, des guten Kleinklimas, der optimalen Sonneneinstrahlung und Wärmespeicherung und nicht zuletzt der sorgfältigen Arbeit der Winzer reifen in der Lage Roter Bur fast alljährlich Spitzenqualitäten, die bundesweit an Endverbraucher, die Gastronomie, den Fach- und Einzelhandel versandt werden.
Die Bezeichnung „Scheffelwein“ geht zurück auf den Dichter Viktor von Scheffel, der 1881 in Bad Dürrheim zur Kur weilte und nach dem Genuss eines „Roten Burs“ beim Löwenwirt zu Rietheim bei Villingen so angetan war, dass er den Wein aus dem Glottertal mit folgendem Gedicht ehrte:
Gott geb allen Menschen ein Streben nach Wahrheit
dann bleibt auch dem Weine die Echtheit und Klarheit,
Gott spende des Sonnenlichts sonnigsten Strahl
den Blüten der Reben im Glottertal.
Mit „Scheffelwein“ bezeichnet man heute den früheren „alten Glottertäler“ wie er vor 1971 an- und ausgebaut wurde. Damals bepflanzte man Rebstücke mit etwa 60 % Spätburgunder, 30 % Ruländer und 10 % Gewürztraminer. Diese Praxis hatte sich zur Ertragssicherung etabliert, da das alte Rebmaterial nicht so ertragssicher war wie heutige Pflanzen. Die Trauben wurden zusammen gelesen und gekeltert, was den besonderen geschmacklichen Reiz des Glottertälers ausmachte. Der heutige „Scheffelwein“ stammt aus noch vorhandenen Resten dieser alten Rebanlagen und wird wie früher im Holzfass ausgebaut.

### Tourismus
Der Fremdenverkehr ist in Glottertal ein wichtiger Wirtschaftszweig. In den knapp 1000 Betten werden jährlich um die 160.000 Übernachtungen gezählt. Die Glottertäler Gastronomie hat einen guten Ruf in der Region und zieht viele Städter aus Freiburg und Emmendingen an.
Die Gemeinde liegt an der Schwarzwald-Panoramastraße und an der Badischen Weinstraße.

### Kliniken
Neben der Thure-von-Uexküll-Klinik, einer Klinik für Psychosomatik und Psychotherapie, die im bekannten Carlsbau (Drehort für Die Schwarzwaldklinik) untergebracht ist, gibt es noch die Rehaklinik Glotterbad, eine Fachklinik für Psychosomatik, Psychotherapeutische und Innere Medizin.

### Verkehr
Durch das Glottertal verläuft die Landesstraße 112 von Denzlingen nach St. Peter. Im Unterglottertal zweigt die Kreisstraße nach Föhrental ab.
Durch die Buslinie 7205 der Südbadenbus GmbH ist Glottertal halbstündlich an den Bahnhof Denzlingen angebunden (von dort S-Bahn nach Freiburg). Des Weiteren verkehren stündlich Busse nach St. Peter und auf den Kandel.

## Kultur und Sehenswürdigkeiten

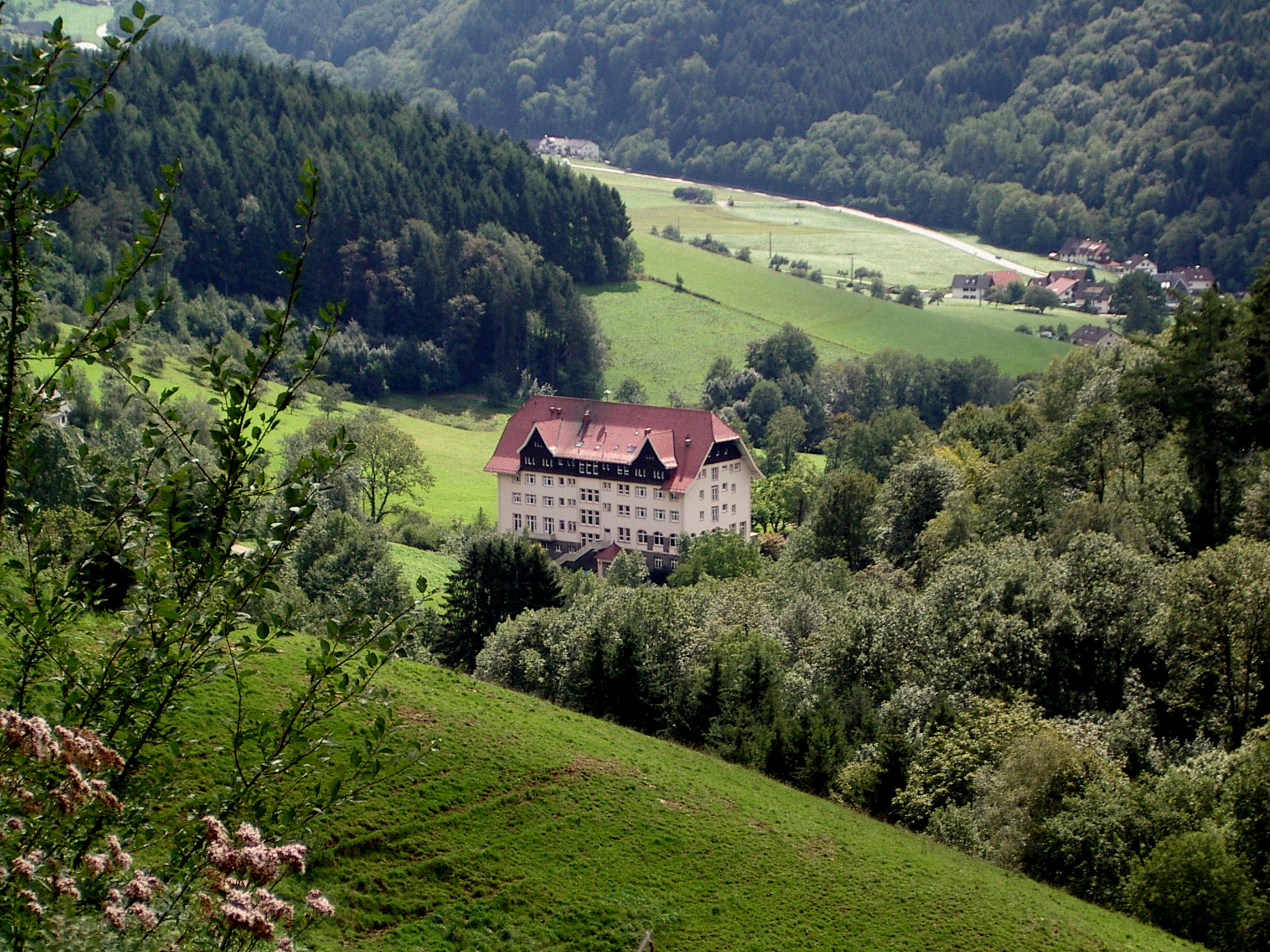
„Schwarzwaldklinik“

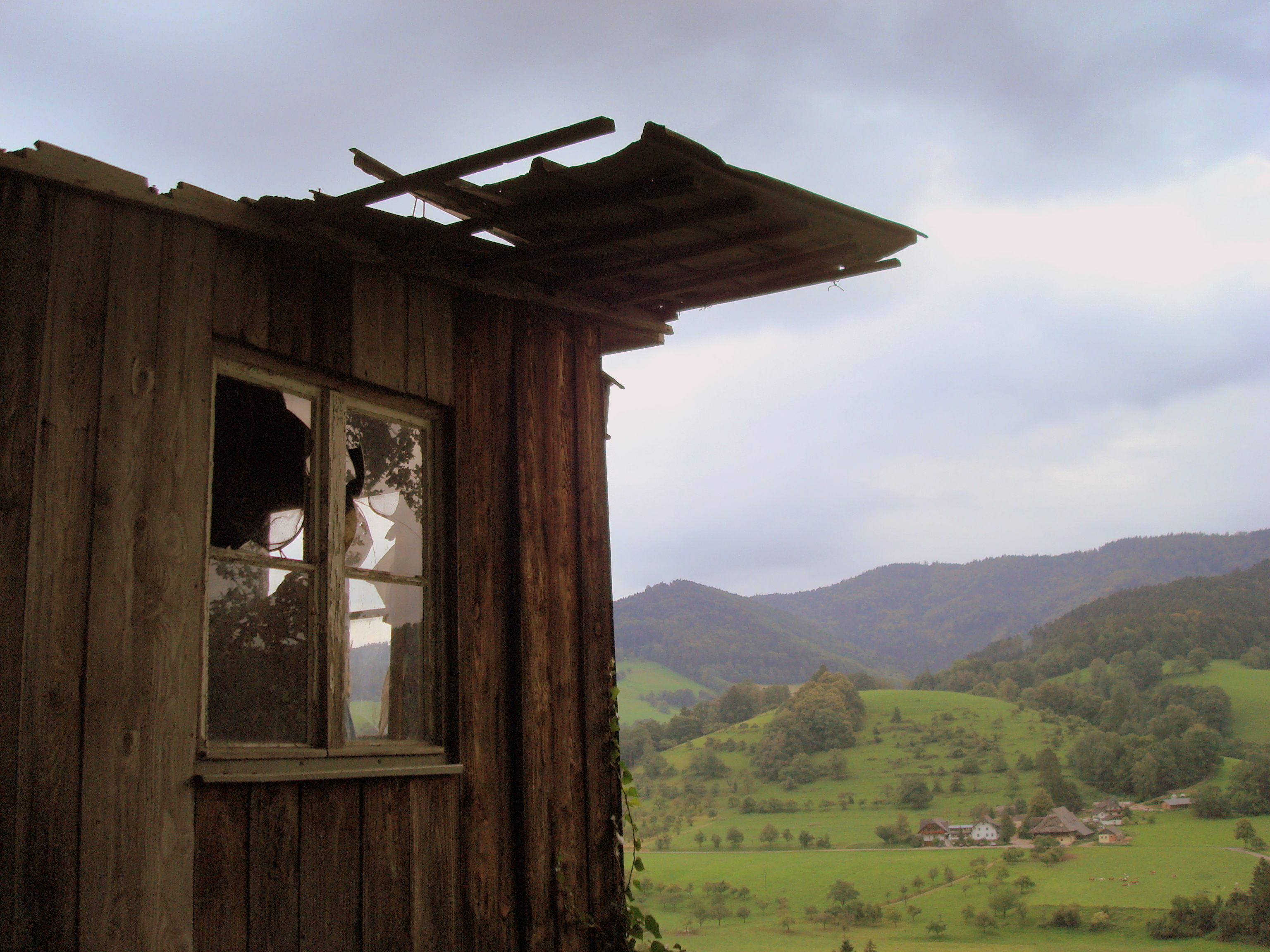
Verwitterter Schuppen im Weinberg am Eichberg, Blick auf die gegenüberliegende Talseite

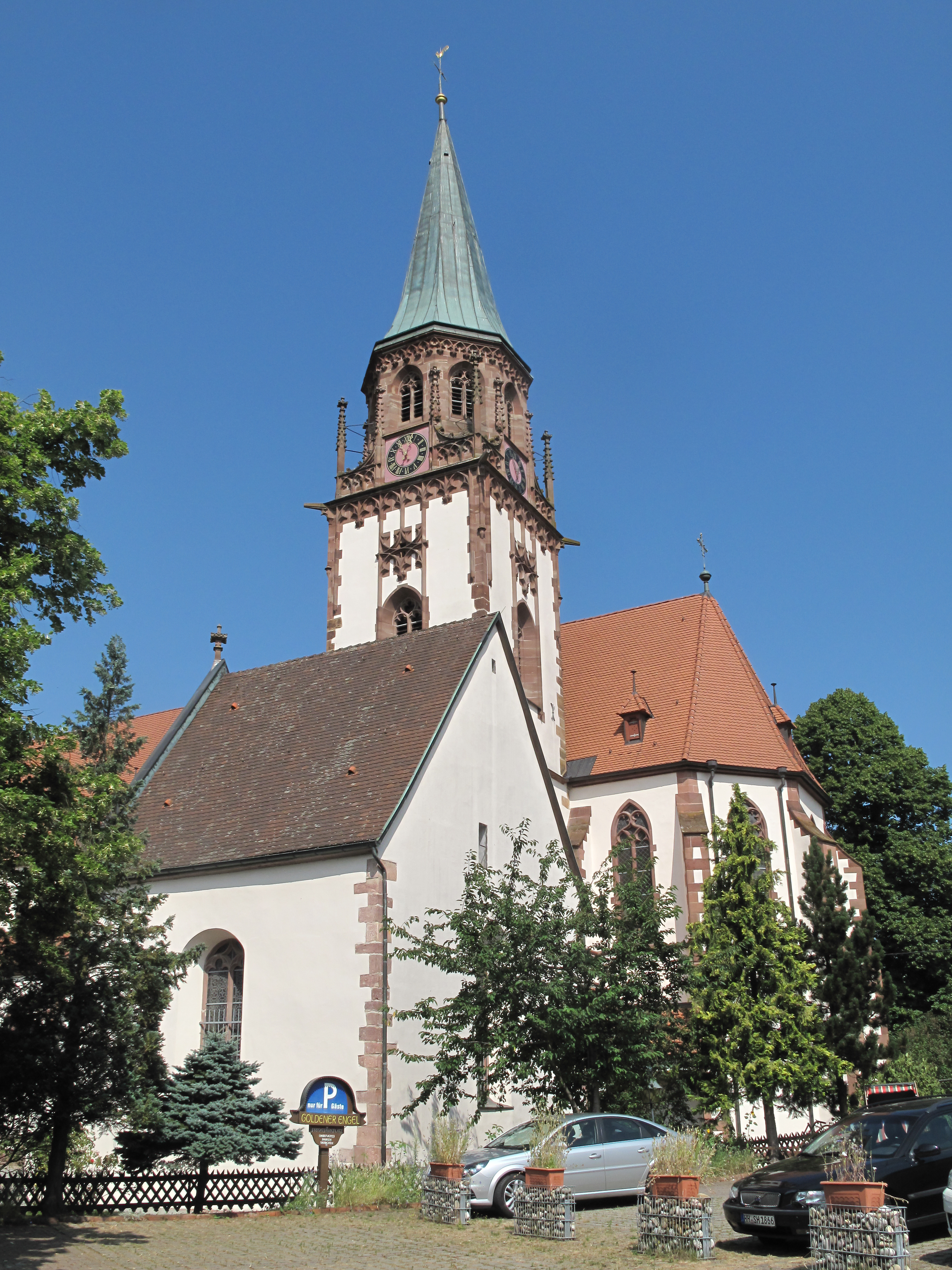
Sankt-Blasius-Kirche

### Orchester
Mit der Trachtenkapelle Glottertal verfügt die Gemeinde über ein sinfonisches Blasorchester, das zahlreiche Auftritte im In- und Ausland aufweisen kann. Feste Termine im Vereinsjahr sind die traditionellen Weihnachts- bzw. Lichterkonzerte am 25. Dezember und einem weiteren Termin vor Silvester sowie der Musik-Hock mit Schleppertreffen am ersten Sommerferienwochenende im zweijährigen Rhythmus.

### Bauwerke
Der Carlsbau in Glottertal bot Mitte der 1980er Jahre die Außenkulisse für die erfolgreiche Fernsehserie Die Schwarzwaldklinik. Die Drehorte der Serie im Schwarzwald, allen voran das Glottertal und der Carlsbau, wurden zu einem beliebten Ziel des Fantourismus. Damals war das Gebäude eine Kurklinik der Landesversicherungsanstalt Württemberg. Ab 2004 stand das Gebäude leer und wurde 2013 an die Kur und Reha GmbH des Paritätischen Wohlfahrtsverbandes verkauft, der dort 2014 eine psychosomatische Akutklinik eröffnet hat. Seit 2009 wird die Familienserie Tiere bis unters Dach ebenfalls an diesen Schauplätzen gedreht.
Die Hilzingermühle gilt als die älteste Mühle im Landkreis Breisgau-Hochschwarzwald, sie wurde im Jahre 1621 vom damaligen Hilzingerhofbauern Johann Hilzinger errichtet und diente über die Jahrhunderte hinweg als Getreidemühle.

### Bergbau im Glottertal
Eine große Bedeutung hatte im Mittelalter der Bergbau auf Blei-Silbererze und Eisenerze. Die Bezeichnung eines Bergwerks als Herzogenberg lässt sich auf den Eichberg beziehen und schafft einen Zusammenhang mit den Herzögen von Zähringen, die hier sehr wahrscheinlich Bergrechte hatten und 1218 ausstarben. Historische und archäologische Quellen belegen die Blüte des Bergbaus in der zweiten Hälfte des 13. Jahrhunderts. In jener Zeit wurde auch eines der bedeutendsten Denkmäler der Technikgeschichte, der Urgraben, errichtet, mit dem zum ersten Mal in Mitteleuropa mechanische Wasserhebewerke betrieben wurden. Abgebaut wurde im Wesentlichen Silber, Zink und Eisen. Das Glottertal zählte dadurch zu den wohlhabenden Gegenden des Schwarzwaldes. Im 14. Jahrhundert wurde der Bergbau aufgegeben. Versuche im frühen 16. Jahrhundert, den Bergbau erneut florieren zu lassen, hatten keinen großen Erfolg.
Im Glottertal finden sich heute noch sehr viele Spuren des Bergbaus. Es gibt zahlreiche Stolleneingänge und Abraumhalden im Tal.

### Sport und Freizeit
Außer Wandern und Radfahren bietet die Gemeinde Fußball- und Tennisplätze sowie ein Panorama-Freibad.

## Söhne und Töchter der Gemeinde
- Maria Theresia Weber (1822–1848), Geistliche Mutter der Kostbar-Blut-Gemeinschaften in Steinerberg und Seelisberg[12][13]